# Tell Baqrta
Tell Baqrta is een archeologische vindplaats in Iraaks Koerdistan.

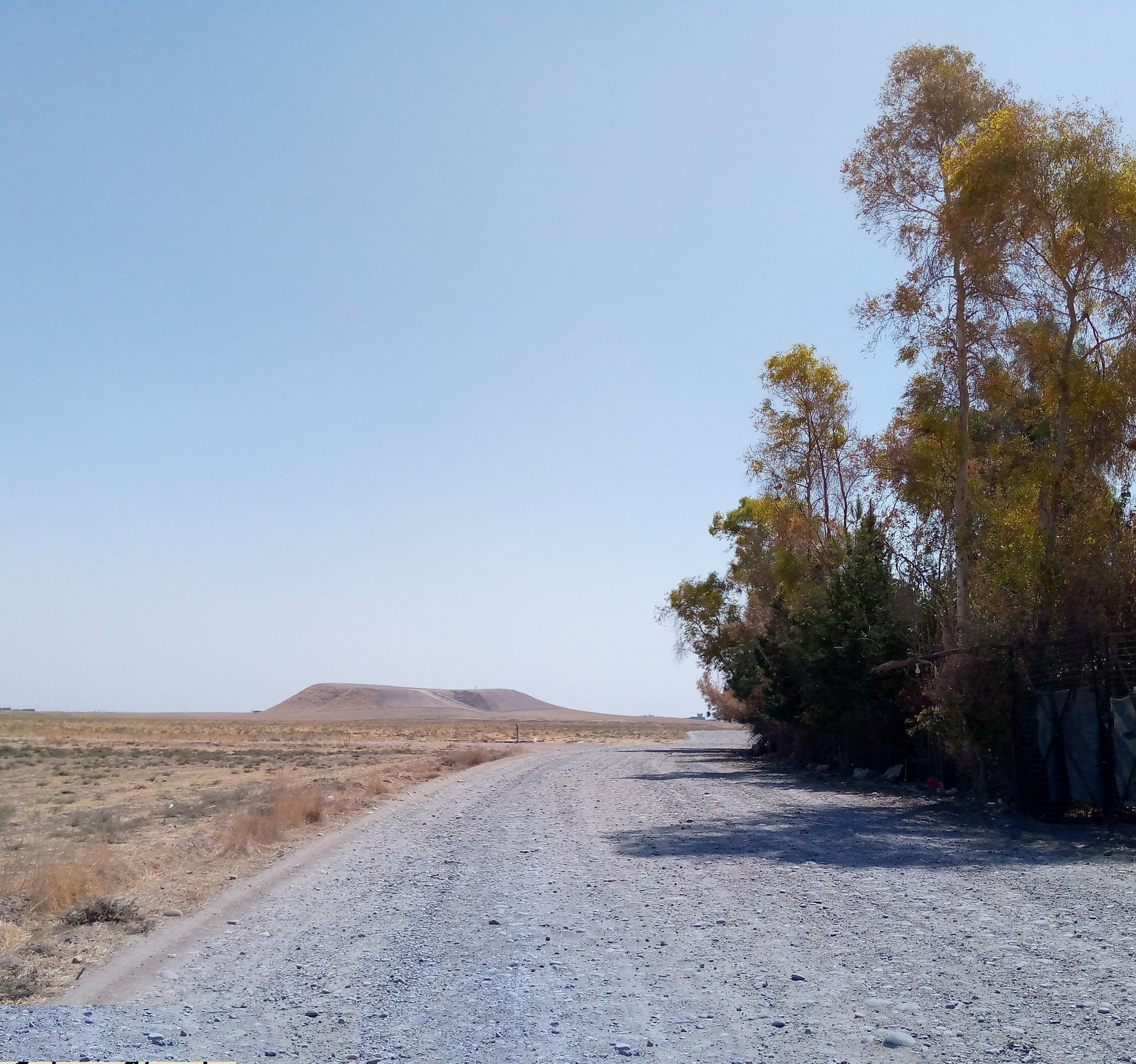
Tell Baqrta in Erbil

De tell (ruïneheuvel) is gelegen op 28km afstand ten zuiden van Erbil bij het dorp Minara op de weg naar Makhmour. Het is een van de grootste vindplaatsen van de regio en meet 200m in doorsnede en 20m in hoogte.
De universiteit van Athene verkreeg toestemming om er opgravingen te verrichten in samenwerking met het Directoraat van Oudheden van Erbil. De Griekse onderzoekers zullen eerst hun werk bij Tell Nadar dat aan de rand van Erbil ligt afmaken.
De heuvel ligt bezaaid met potscherven en was waarschijnlijk bewoond vanaf het Chalcolithicum tot aan de islamitische tijd. Er wordt verondersteld dat deze plek de stad Baqar(ru) van de Neo-Assyrische tijd was en eerder de stad Qabra die door Shamshi-adad I veroverd werd of althans deel uitmaakte van het rijkje Qabra dat hij veroverde.
De streek rond de plaats was waarschijnlijk al schouwtoneel van een veldtocht van Erridu-Pizir een koning van Gutium in de tijd van de Guti-overheersing (2193-2120 v.Chr.) en de opgraving zal hopelijk wat meer licht werpen op deze duistere periode. Er is weinig twijfel dat in de tijd van Ur III het deel uitmaakte van dit Sumerische rijk. Het nabijgelegen Erbil werd zowel door Shulgi als door Amar-Sin ingenomen en een belangrijke vraag is wat er met Tell Baqrta gebeurde.
Ook over de vroegste tijd van het Assyrische rijk is er mogelijk veel te leren. Shamshi-adad I veroverde Erbil dat na het verdwijnen van het gezag van Ur III zijn onafhankelijkheid had weten te herstellen.
De bloeitijd van de plaats ligt waarschijnlijk in de Neo-Assyrische tijd.